# Вьюшка (печная заслонка)

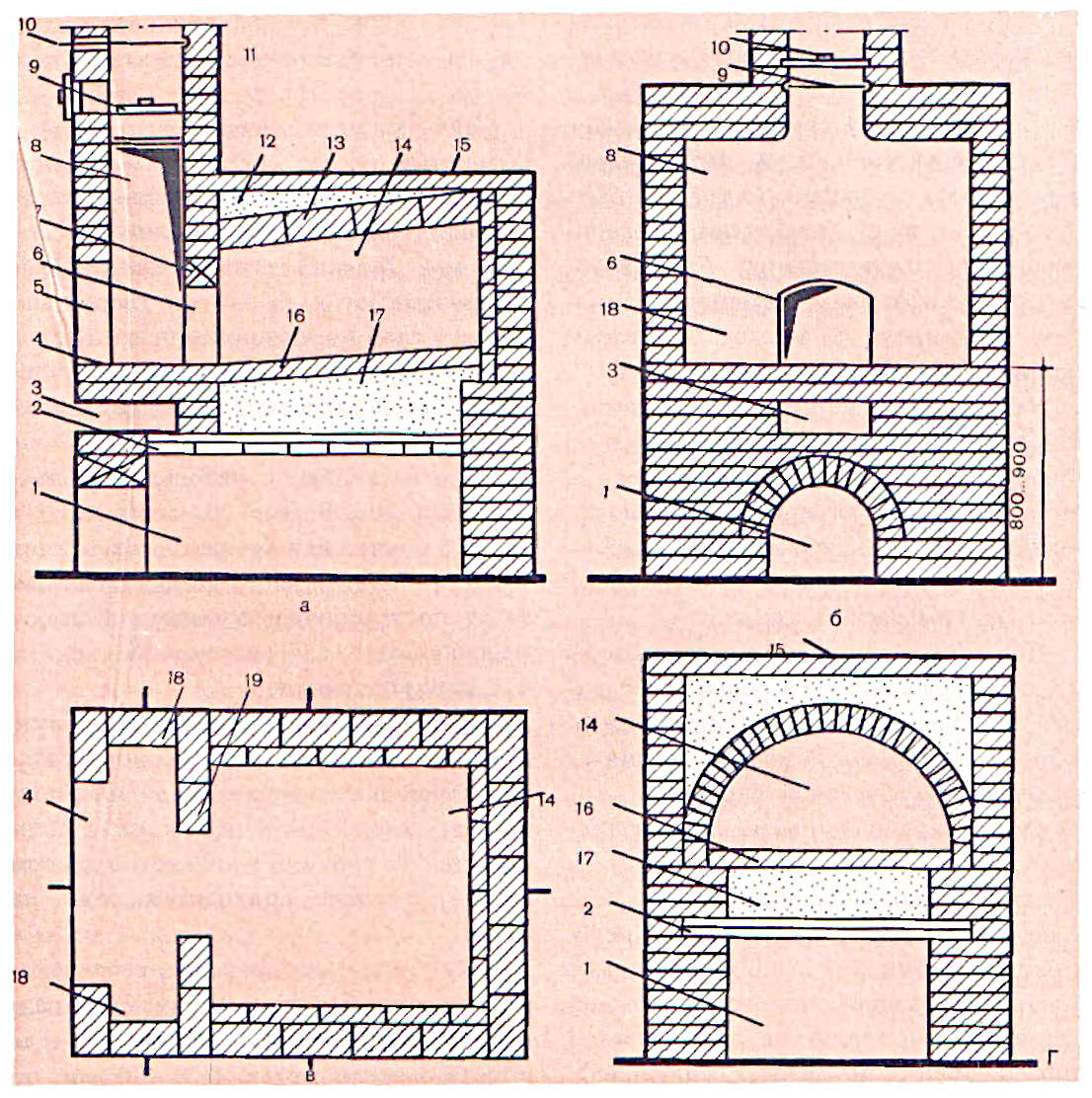
Схема русской печи: Вьюшка - элемент №9

Вьюшка — устанавливаемое в дымоходе кирпичной печи устройство для его открывания и закрывания. Характерно для русской печи. Как правило, изготавливается из чугуна, ранее также изготавливалась из обожжённой глины.
Вьюшка состоит из устанавливаемой в просвете дымохода рамки с окружённым выступающим бортиком отверстием и двух перекрывающих дымоход деталей: меньшего «блинка» и большей «крышки». Управляется через перекрываемое заслонкой (вьюшечной дверцей) отверстие в стенке дымохода. Для закрывания дымохода на отверстие вьюшки, внутрь бортика, кладут блинок, а затем поверх бортика крышку. Таким образом обеспечивается двойное перекрытие дымохода с воздушной прослойкой, которая сохраняет тепло. При закрытой вьюшке и открытой вьюшечной дверце возможно проветривание помещения без выстуживания печи.
Вьюшка непригодна для регулировки тяги. Для устранения этого недостатка в дополнение к вьюшке в дымоходе может быть установлена задвижка.